# Alida Neave
Alida Neave (fl. XX secolo) è stata una tennista sudafricana.

## Biografia
Celebre tennista dei primi anni del XX secolo, giunse in finale nel doppio dell'Open di Francia con la connazionale Bobbie Heine nel 1929 perdendo contro la coppia formata da Lilí de Álvarez e Kea Bouman con il punteggio di 7-5, 6-3.